# República islâmica

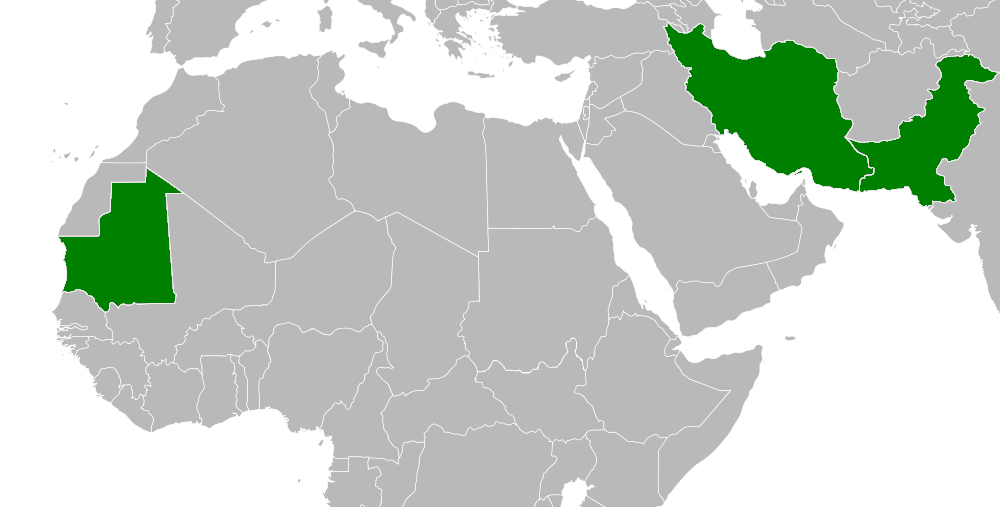
Países com "República Islâmica" em seus títulos oficiais.

República islâmica é, a princípio, a república que constitui seu corpo institucional de maneira compatível com os preceitos do islã. Na prática, cada um dos países que adota o republicanismo islâmico tem sua própria maneira de aplicar os preceitos islâmicos às instituições republicanas. 
Desde a Revolução Iraniana de 1979, que derrubou a dinastia Pahlavi, a criação de repúblicas islâmicas é uma das aspirações políticas de grupos militantes religiosos radicais em nações com grandes populações de muçulmanos.
Alguns líderes religiosos muçulmanos usam o termo "república islâmica" como o nome de uma forma teórica de governo teocrático islâmico que impõe a sharia ou leis compatíveis com a sharia. O termo também tem sido usado para se referir a um estado soberano que se encontra num meio-termo entre um califado puramente islâmico e uma república nacionalista laica, não sendo nem uma monarquia islâmica nem uma república laica. Em outros casos, é usado apenas como um símbolo de identidade cultural.
Há também vários estados onde o islã é a religião do estado e que são (pelo menos parcialmente) regidos por leis islâmicas, mas carregam apenas "República" em seus nomes oficiais, não "República Islâmica" (exemplos incluem o Iraque, o Iêmen e as Maldivas). Outros defensores de uma sharia estrita (como o Talibã) preferem o título de "emirado islâmico", já que os emirados eram comuns ao longo da história islâmica e a "república" tem origem ocidental, vindo do romano (do latim res publica ou "assunto público"), indicando que o "poder supremo é mantido pelo povo e seus representantes eleitos", sem menção de obediência a Alá ou à sharia.
Atualmente, o termo é usado no título oficial de três estados: as Repúblicas Islâmicas do Irã, do Paquistão e da Mauritânia. O Paquistão adotou o título pela primeira vez sob a constituição de 1956. A Mauritânia o adotou em 28 de novembro de 1958. O Irã o adotou após a Revolução Iraniana. Apesar de terem nomes parecidos, os países diferem bastante em seus governos e leis. Irã e Mauritânia são estados teocráticos. O Paquistão adotou o nome em 1956, antes que o islã fosse declarado a religião do estado.

## Repúblicas islâmicas atuais

### Irã
A criação da República Islâmica do Irã foi um evento histórico dramático, após a derrubada da dinastia Pahlavi em 1979 pela revolução islâmica liderada pelo aiatolá Ruhollah Khomeini. "Islâmica" no título do país não era um símbolo de identidade cultural, mas indicava um sistema governamental específico baseado no governo de juristas islâmicos que aplicavam a lei islâmica. O sistema era baseado em The Jurist's Guardianship: Islamic Government, uma obra de Khomeini escrita antes dele chegar ao poder, e conhecida mais pelos seus seguidores do que pelo público em geral. Na obra, se argumentou que, em vez de eleições e legisladores, o islã exigia a lei islâmica tradicional (sharia), e a aplicação adequada dela exigia um importante jurista islâmico (alfaqui) para fornecer "tutela" política sobre o povo e a nação. Todo o mundo muçulmano deveria estar unido em tal estado. Com isso, todo o mundo não muçulmano irá evidentemente se render à sua coragem e vigor; sem isso, o islã seria vítima da heresia, obsolescência e decadência.
O novo governo realizou um referendo para aprovação pública para mudar o Irã de uma monarquia para uma república islâmica em março de 1979, dois meses depois que a Revolução Islâmica assumiu o poder. Enquanto alguns grupos políticos sugeriram vários nomes para a ideologia da revolução iraniana, como "República" (sem especificar o islã) ou "República Democrática"; Khomeini pediu aos iranianos que votassem no nome "República Islâmica". Quando um jornalista iraniano perguntou a Khomeini o que exatamente significava o nome, Khomeini afirmou que o termo república tem o mesmo sentido que outros usos e "República Islâmica" considerava tanto a ideologia islâmica quanto a escolha do povo. No dia seguinte ao término da votação, foi anunciado que 98,2% dos eleitores iranianos haviam votado pela aprovação do novo nome.
Contudo, ao contrário da visão original de Khomeini, a República Islâmica do Irã é uma "república" com eleições (Khomeini havia originalmente descrito seu "governo islâmico" como "não ... baseado na aprovação de leis de acordo com a opinião da maioria"); A República Islâmica do Irã, assim como um estado moderno, também possui presidente, gabinete e legislatura (Khomeini não mencionou nada disso, exceto a legislatura, que seu governo não teria porque "ninguém tem o direito de legislar ... exceto ... o Legislador Divino"). Alguns, no entanto, argumentaram que a legislatura, o presidente, etc. foram mantidos em uma posição subordinada, de acordo com a ideia de Khomeini de que o governo é tutelado por juristas.
Embora seja definido comumente como uma teocracia, alguns estudiosos já classificaram o regime iraniano com os termos "eclesiocracia" ou "hierocracia", que foram utilizados por Max Weber em sua análise da sociologia da dominação, para se referir à ordem política onde o poder é exercido institucionalmente por uma casta sacerdotal.[carece de fontes?]
Weber estabeleceu três distinções na relação entre o poder político e o eclesiástico:
1. A legitimação do soberano, como encarnação de Deus ou um ser ungido por Ele, através do sacerdócio;
2. O sacerdote-soberano (que se definirá como teocracia per se);
3. O soberano temporal, com suma autoridade em assuntos religiosos (ex.: cesaropapismo).

### Mauritânia
A Mauritânia foi declarada um estado independente como a República Islâmica da Mauritânia em 28 de novembro de 1960.
A partir de 2008, a Mauritânia passou a ser considerada pela organização estadunidense Freedom House como a única "democracia eleitoral" entre as repúblicas islâmicas. No entanto, este status do país provavelmente foi alterado com o golpe militar de 2008, que derrubou o governo eleito democraticamente.[carece de fontes?]
Atualmente, o sistema jurídico mauritano é "uma mistura da lei civil francesa com a sharia", e seu Código Penal pune crimes contra a religião e os "bons costumes" com sentenças severas. A heresia ou apostasia (inclusive impressa) são punidas com a morte.

### Paquistão
Numa situação distinta, o Paquistão, formalmente uma república islâmica desde 1956, mantém uma posição mais tolerante a respeito da vinculação das normas legais com os preceitos corânicos. O seu sistema político variou ao longo dos anos, da negação pura e simples dos direitos políticos (tanto sufrágio ativo como passivo) até um modelo mais democrático.[carece de fontes?]
O Paquistão foi criado como uma pátria para os muçulmanos da Índia britânica, quando a mesma conquistou a independência, tornando o islã sua razão de ser. Foi o primeiro país a adotar o nome "República Islâmica" para modificar seu status republicano sob sua constituição laica em 1956. Apesar disso, o país não tinha uma religião oficial até 1973, quando uma nova constituição, mais democrática mas menos laica, foi adotada. O Paquistão usa o nome "República Islâmica do Paquistão" apenas em seus passaportes, vistos e moedas. Embora "República Islâmica" seja especificamente mencionada na constituição de 1973, todos os documentos do governo são preparados sob o nome do Governo do Paquistão. A Constituição do Paquistão, Parte IX, Artigo 227 declara: "Todas as leis existentes devem ser trazidas em conformidade com as injunções do islã conforme estabelecido no Corão e na Suna, nesta parte referidas como as injunções do islã, e nenhuma lei repugnante a tais liminares deve ser decretada".

## Ex-repúblicas islâmicas

### Afeganistão
O Afeganistão foi uma república islâmica de 1990 a 1996 e de 2001 a 2021. A constituição de 1990 foi imposta pelo governo de Mohammad Najibullah e eliminou o comunismo.
A constituição de 2004 era muito semelhante à Constituição do Afeganistão de 1964, criada quando o Afeganistão era uma monarquia constitucional islâmica. Era composta por três poderes: o executivo, o legislativo e o judiciário. A Assembleia Nacional era a legislatura, um órgão bicameral com duas câmaras, a Câmara do Povo e a Câmara dos Anciãos. O uso do nome "república islâmica" foi considerado simbólico por ser um nome apoiado por delegados pró-Mujahideen durante a assembleia de formação da constituição.
De 1996 até o restabelecimento da república islâmica em 2001, o Afeganistão foi governado pelo Talibã, que o transformou numa teocracia islâmica oficialmente conhecida como Emirado Islâmico do Afeganistão. Em 2021, o Talibã iniciou uma insurgência de um mês para efetivamente acabar com a república islâmica e, finalmente, restabelecer o Emirado Islâmico em agosto de 2021. A República Islâmica do Afeganistão continuou a ser reconhecida pela ONU como o governo legítimo do Afeganistão, tanto de 1996 até 2001 quanto de 2021 em diante.

### Comores
Entre 1978 e 2001, as Comores foram a República Federal e Islâmica das Comores.

### Gâmbia
Em dezembro de 2015, o então presidente gambiano Yahya Jammeh declarou a Gâmbia uma república islâmica. Jammeh disse que a mudança foi planejada para distanciar o estado africano ocidental de seu passado colonial, que nenhum código de vestimenta seria imposto e que cidadãos de outras religiões seriam autorizados a praticá-las livremente. No entanto, ele ordenou posteriormente que todas as funcionárias do governo usassem lenços na cabeça antes de rescindir a decisão logo depois. O anúncio de uma república islâmica foi criticado como inconstitucional por pelo menos um grupo de oposição. Após a remoção de Jammeh em 2017, seu sucessor Adama Barrow disse que a Gâmbia não seria mais uma república islâmica.

### Líbia
Até 2011, quando o regime de Muammar al-Gaddafi foi derrubado pelo então Conselho Nacional de Transição, a Líbia, ainda que não tivesse oficialmente o nome de "República Islâmica", se denominou de maneira similar, embora com conotações mais socialistas, com um nome que poderia ser traduzido como "República do Povo Árabe". A CIA, serviço de inteligência estadunidense, traduzia o nome em sua forma comprida convencional, como "Grande Jamahiriya Socialista Popular Líbio-Árabe".[carece de fontes?]

### República Chechena da Ichkeria
A República Chechena da Ichkeria usou um sistema de governo de república islâmica de 1996 a 2000.

### Turquestão Oriental
A República Islâmica Turca do Turquestão Oriental, controlada pelos turcos uigures e quirguizes, foi declarada em 1933 como uma república islâmica independente por Sabit Damulla Abdulbaki e Muhammad Amin Bughra. No entanto, a 36ª Divisão Muçulmana Chinesa do Exército Nacional Revolucionário derrotou seus exércitos e destruiu a república durante as Batalhas de Casgar, Yangisar e Iarcanda. Os generais muçulmanos chineses Ma Fuyuan e Ma Zhancang declararam a destruição das forças rebeldes e o retorno da área ao controle da República da China em 1934, seguido pelas execuções dos emires muçulmanos túrquicos Abdullah Bughra e Nur Ahmad Jan Bughra. O general muçulmano chinês Ma Zhongying então entrou na Mesquita Id Kah em Casgar e deu uma palestra aos muçulmanos turcos sobre serem leais ao governo nacionalista.

### República Chechena da Ichkeria
A República Chechena da Ichkeria usou um sistema de governo de república islâmica de 1996 a 2000.